# Yeles
Yeles – gmina w Hiszpanii, w prowincji Toledo, w Kastylii-La Mancha, o powierzchni 20,33 km². W 2011 roku gmina liczyła 5069 mieszkańców.